# Abdelhamid Ababsa
 (janvier 2025).
Abdelhamid Ababsa né le 15 décembre 1918 à Barika et mort le 15 mai 1998 à Alger, est un auteur-compositeur-interprète algérien, surtout célèbre pour sa chanson Hiziya.

## Biographie
Orphelin de mère à dix mois, il grandit à Biskra où il fait l'école primaire française et Constantine où, à huit ans, il commence à travailler comme apprenti typographe de la revue Echihab de cheikh Abdelhamid Ben Badis, où son père est journaliste.
Parallèlement, il excelle dans le Tajwid et écoute chanter Oum Kalthoum, Mohamed Abdelwahab et Farid El Atrache. Quand la famille s'installe à Alger, en 1930, il suit les classes d'arabe à l'école Chabiba, qui appartient aux oulémas. Parmi les camarades de classe de sa médersa, il y a Abderrahmane Aziz. Son maître, le poète Mohamed Laïd Al-Khalifa, lui donne un nachid à mettre en musique : Alaïki mini salain ya arda ajdadi (Salut ô terre de mes ancêtres). En dehors de ses cours, il travaille comme typographe à l'imprimerie arabe (matbaâ al arabya). En 1931, son père lance à Alger la revue Al Mirçad, qui est interdite et vite remplacée par Eṭabat (La Constance).
Abdelhamid Ababsa apprend la musique en allant tapoter du piano dans une taverne appartenant à un Italien du côté de l'Amirauté. Il apprend ensuite le luth, l'orgue (el manfakh). Mais le secret de la musique, il l'a pénétré en autodidacte et ses premiers pas dans la chanson nationaliste, il les fit en mettant en musique un poème de son père. C'est lui aussi qui composa la musique du chant patriotique Fidaou e! Djazair de son ami Moufdi Zakaria. Né dans le terreau du nationalisme et de la poésie populaire, il atteint la plénitude dans l'interprétation des chants, celle des qaçaids (poème populaire), en 1936, à Tlemcen, sur la place El Kheddam, quand il chante devant douze mille personnes, le nachid Fidaou el Djazair.
Pour cela, il est proscrit de la ville. Il se met alors à composer des qacidates et des chansons. En 1942, il enregistre chez Pacific, Talet aâlya, en 1944 Ya rahala, mais c'est Hiziya qui connaît le plus grand succès, chanson qu'il interprète pour la première fois en 1938, à la radio d'Alger, et qu'il n'enregistre sur disque qu'en 1947. Après cet exploit, encouragé par le public, il monte sa propre troupe Djawala Ababsa (1937‑1976) et compose lui-même les poèmes de ses chansons.
En 1945, il dénonce le massacre du 8 mai et en 1946, il chante la même chanson lors d'un meeting à Paris : il se retrouve en prison pour deux ans, en compagnie de Cheikh El Hasnaoui. Durant la guerre d'Algérie, il organise en France des galas privés pour la communauté émigrée et à la veille de l'indépendance, il se consacra aux nachid et chansons patriotiques. Jusqu'en 1984, le répertoire du scénariste du téléfilm Hiziya se composait de 350 poèmes. Il résidait à Alger.
Il est mort dans cette ville le 15 mai 1998.
Sa petite famille s'est imprégnée de son art, sa femme Fatma Zohra, ses filles Naïma Ababsa et Fella Ababsa , son fils Salah Eddine dit Mobarek sont des musiciens et interprètes également.